# Calocheiridius olivieri
Calocheiridius olivieri är en spindeldjursart som först beskrevs av Simon 1879.  Calocheiridius olivieri ingår i släktet Calocheiridius och familjen Olpiidae. Inga underarter finns listade.